# Jean d’Outremeuse

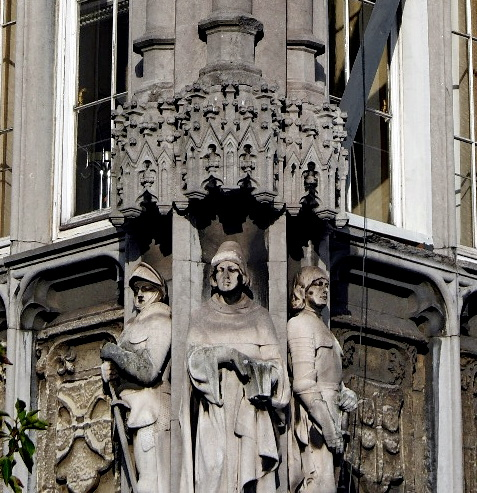
Jean d’Outremeuse (Mitte) auf dem Palais Provincial in Lüttich

Jean d’Outremeuse, ursprünglich Jean des Preis (* 2. Januar 1338 in Lüttich; † 25. November 1400 ebenda), war ein Kleriker, der neben einer umfangreichen Geschichte Lüttichs in (französischen) Versen auch eine Weltchronik verfasste, Ly Myreur des Histors („Spiegel der Geschichten“). Er gilt als erster bürgerlicher Chronist.

D’Outremeuse, der seinen Beinamen nach dem Lütticher Stadtteil erhielt, dem er entstammte, arbeitete am fürstbischöflichen Gerichtshof seiner Heimatstadt. Als begeisterter Leser von Ritterromanen begann er früh selbst zu dichten, so über den dänischen Sagenhelden Holger Danske (Ogier le Danois), ein Werk, das heute verloren ist. Von seiner dreibändigen Geschichte Lüttichs, Geste de Liège, sind aus den ersten beiden Bänden etwa 53000 Verse erhalten, nur wenig aus dem dritten Band, dazu Prosazusammenfassungen. Er erzählt darin die Geschichte der Lütticher Herrscher ausgehend vom Ende des Trojanischen Krieges.
Beide Werke integrierte er schließlich in sein in Prosa verfasstes Ly Myreur des Histors, ein vierbändiges Werk, dessen letzter Band wiederum verloren ist. Der Titel stammt von seinem Kopisten Jean de Stavelot, der auch eine Fortsetzung verfasste. D’Outremeuse erklärt, er habe seine lateinischen Quellen kritisch gesichtet und biete den Ertrag nun einem Publikum an, das dieser Sprache nicht mächtig sei. Tatsächlich ist er im Umgang mit seinen Quellen nachlässig, verwechselt Orte und Zeiten, ist bar jedes geschichtlichen und geographischen Verständnisses. Er schmückt die ihm vorliegenden Geschichten beliebig aus und schafft damit allerdings auch farbenfrohe Schilderungen, die das Werk zu einer ergiebigen Quelle für die Gebräuche und Umgangsformen seiner eigenen Zeit machen.
Als kleineres Werk wird ihm eine Schrift über die Verfertigung von Edelsteinen aus Glas zugeschrieben, Tresorier de philosophie naturelle des pierres precieuses („Schatzmeister der natürlichen Philosophie der wertvollen Steine“).

## Werke
- Ly myreur des histors, chronique de Jean des Preis dit d’Outremeuse. Hrsg. von Adolphe Borgnet und Stanislas Bormans, (Collection de chroniques Belges inédites et de documents inédits relatifs à l’histoire de la Belgique 11), 7 Bände, Brüssel 1864–1887.
- Ly myreur des histors. Fragment du second livre (Années 794–826). Hrsg. von André Goosse (Collection des anciens auteurs belges, N.S., Bd. 6), Brüssel 1965.

## Nachweise
1. ↑  Die häufig anders angegebenen Lebensdaten hier nach Sylvain Balau: Les sources de l’histoire de Liège au Moyen-Age. Étude critique, Brüssel 1903, S. 559 und 560. Balau verweist für das Geburtsdatum auf d’Outremeuses Selbstauskunft, für das Sterbedatum auf einen Kirchenbucheintrag.

| Personendaten    | Personendaten                |
| ---------------- | ---------------------------- |
| NAME             | Jean d’Outremeuse            |
| ALTERNATIVNAMEN  | Jean des Preis               |
| KURZBESCHREIBUNG | lütticher Kleriker, Chronist |
| GEBURTSDATUM     | 2. Januar 1338               |
| GEBURTSORT       | Lüttich                      |
| STERBEDATUM      | 25. November 1400            |
| STERBEORT        | Lüttich                      |